# تریبرکا
تریبرکا (انگلیسی: Teriberka) یک روستا در بخش کولسکی، استان مورمانسک، روسیه است. این روستا که در سال ۲۰۱۰ میلادی ۹۷۵ نفر جمعیت داشته در کنار ساحل دریای بارنتز در دهانه رود تریبرکا قرار دارد.

## آب و هوا
| داده‌های اقلیم تریبرکا   | داده‌های اقلیم تریبرکا | داده‌های اقلیم تریبرکا | داده‌های اقلیم تریبرکا | داده‌های اقلیم تریبرکا | داده‌های اقلیم تریبرکا | داده‌های اقلیم تریبرکا | داده‌های اقلیم تریبرکا | داده‌های اقلیم تریبرکا | داده‌های اقلیم تریبرکا | داده‌های اقلیم تریبرکا | داده‌های اقلیم تریبرکا | داده‌های اقلیم تریبرکا | داده‌های اقلیم تریبرکا |
| ماه                     | ژانویه                | فوریه                 | مارس                  | آوریل                 | مه                    | ژوئن                  | ژوئیه                 | اوت                   | سپتامبر               | اکتبر                 | نوامبر                | دسامبر                | سال                   |
| ----------------------- | --------------------- | --------------------- | --------------------- | --------------------- | --------------------- | --------------------- | --------------------- | --------------------- | --------------------- | --------------------- | --------------------- | --------------------- | --------------------- |
| سابقهٔ بیش‌ترین °C (°F)   | ۷٫۵ (۴۶)              | ۶٫۴ (۴۴)              | ۷٫۳ (۴۵)              | ۱۳٫۶ (۵۶)             | ۲۸٫۰ (۸۲)             | ۳۰٫۴ (۸۷)             | ۳۴٫۵ (۹۴)             | ۳۳٫۸ (۹۳)             | ۲۵٫۸ (۷۸)             | ۱۴٫۲ (۵۸)             | ۹٫۰ (۴۸)              | ۹٫۱ (۴۸)              | ۳۴٫۵ (۹۴)             |
| میانگین بیش‌ترین °C (°F) | −۴٫۰ (۲۵)             | −۴٫۵ (۲۴)             | −۲٫۱ (۲۸)             | ۱٫۴ (۳۵)              | ۶٫۳ (۴۳)              | ۱۱٫۲ (۵۲)             | ۱۵٫۵ (۶۰)             | ۱۴٫۰ (۵۷)             | ۱۰٫۲ (۵۰)             | ۴٫۴ (۴۰)              | −۰٫۲ (۳۲)             | −۲٫۰ (۲۸)             | ۴٫۱۸ (۳۹٫۵)           |
| میانگین روزانه °C (°F)  | −۶٫۹ (۲۰)             | −۷٫۳ (۱۹)             | −۴٫۵ (۲۴)             | −۰٫۹ (۳۰)             | ۳٫۵ (۳۸)              | ۷٫۸ (۴۶)              | ۱۱٫۹ (۵۳)             | ۱۱٫۱ (۵۲)             | ۷٫۹ (۴۶)              | ۲٫۲ (۳۶)              | −۲٫۵ (۲۸)             | −۴٫۶ (۲۴)             | ۱٫۴۸ (۳۴٫۷)           |
| میانگین کم‌ترین °C (°F)  | −۹٫۸ (۱۴)             | −۱۰٫۲ (۱۴)            | −۷٫۱ (۱۹)             | −۳٫۲ (۲۶)             | ۱٫۱ (۳۴)              | ۵٫۱ (۴۱)              | ۸٫۹ (۴۸)              | ۸٫۵ (۴۷)              | ۵٫۶ (۴۲)              | ۰٫۴ (۳۳)              | −۴٫۹ (۲۳)             | −۷٫۴ (۱۹)             | −۱٫۰۸ (۳۰)            |
| سابقهٔ کم‌ترین °C (°F)    | −۲۹٫۶ (−۲۱)           | −۳۱٫۲ (−۲۴)           | −۳۲٫۰ (−۲۶)           | −۲۴٫۰ (−۱۱)           | −۱۱٫۹ (۱۱)            | −۴٫۴ (۲۴)             | −۰٫۵ (۳۱)             | −۰٫۸ (۳۱)             | −۷٫۵ (۱۹)             | −۲۰٫۷ (−۵)            | −۲۳٫۵ (−۱۰)           | −۲۸٫۴ (−۱۹)           | −۳۲٫۰ (−۲۶)           |
| بارندگی میلی‌متر (اینچ)  | ۲۷٫۴ (۱٫۰۸)           | ۲۱٫۴ (۰٫۸۴)           | ۲۶٫۷ (۱٫۰۵)           | ۲۳٫۵ (۰٫۹۳)           | ۳۳٫۲ (۱٫۳۱)           | ۴۸٫۸ (۱٫۹۲)           | ۵۶٫۶ (۲٫۲۳)           | ۵۴٫۸ (۲٫۱۶)           | ۵۳٫۵ (۲٫۱۱)           | ۶۳٫۱ (۲٫۴۸)           | ۳۱٫۸ (۱٫۲۵)           | ۲۸٫۹ (۱٫۱۴)           | ۴۶۹٫۷ (۱۸٫۵)          |
| منبع: Pogodaiklimat.ru  |                       |                       |                       |                       |                       |                       |                       |                       |                       |                       |                       |                       |                       |